# Enicospilus glabratus
Enicospilus glabratus là một loài tò vò trong họ Ichneumonidae.